# Pandora lipae
Pandora lipae är en svampart som först beskrevs av Balazy, Eilenberg & Papierok, och fick sitt nu gällande namn av S. Keller 2005. Pandora lipae ingår i släktet Pandora och familjen Entomophthoraceae.   Inga underarter finns listade i Catalogue of Life.